# Prieuré Sainte-Marie du Vilar
Pour l’article homonyme, voir Monastère de la Dormition de la Mère de Dieu.

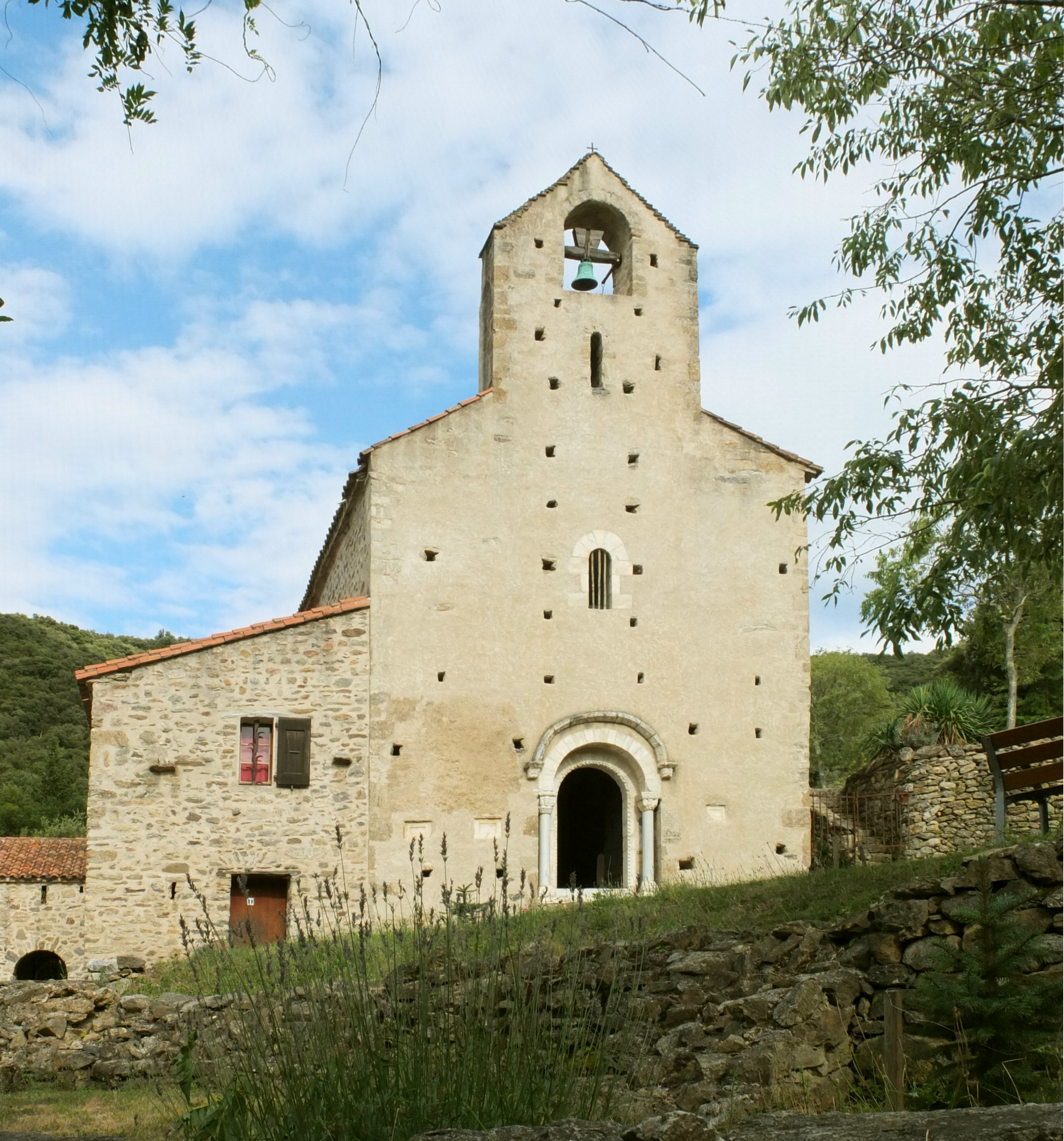
Le monument dans son environnement.

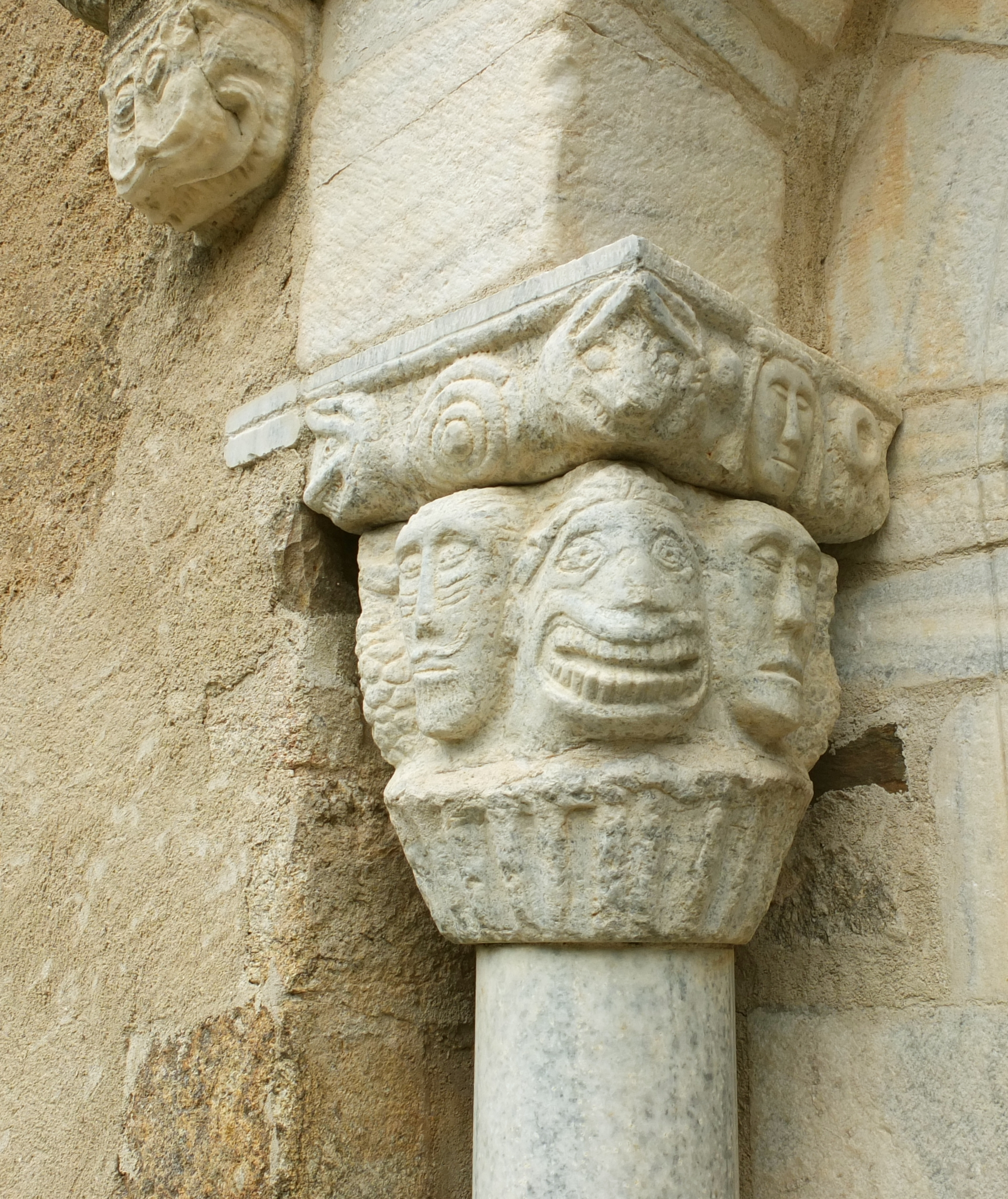

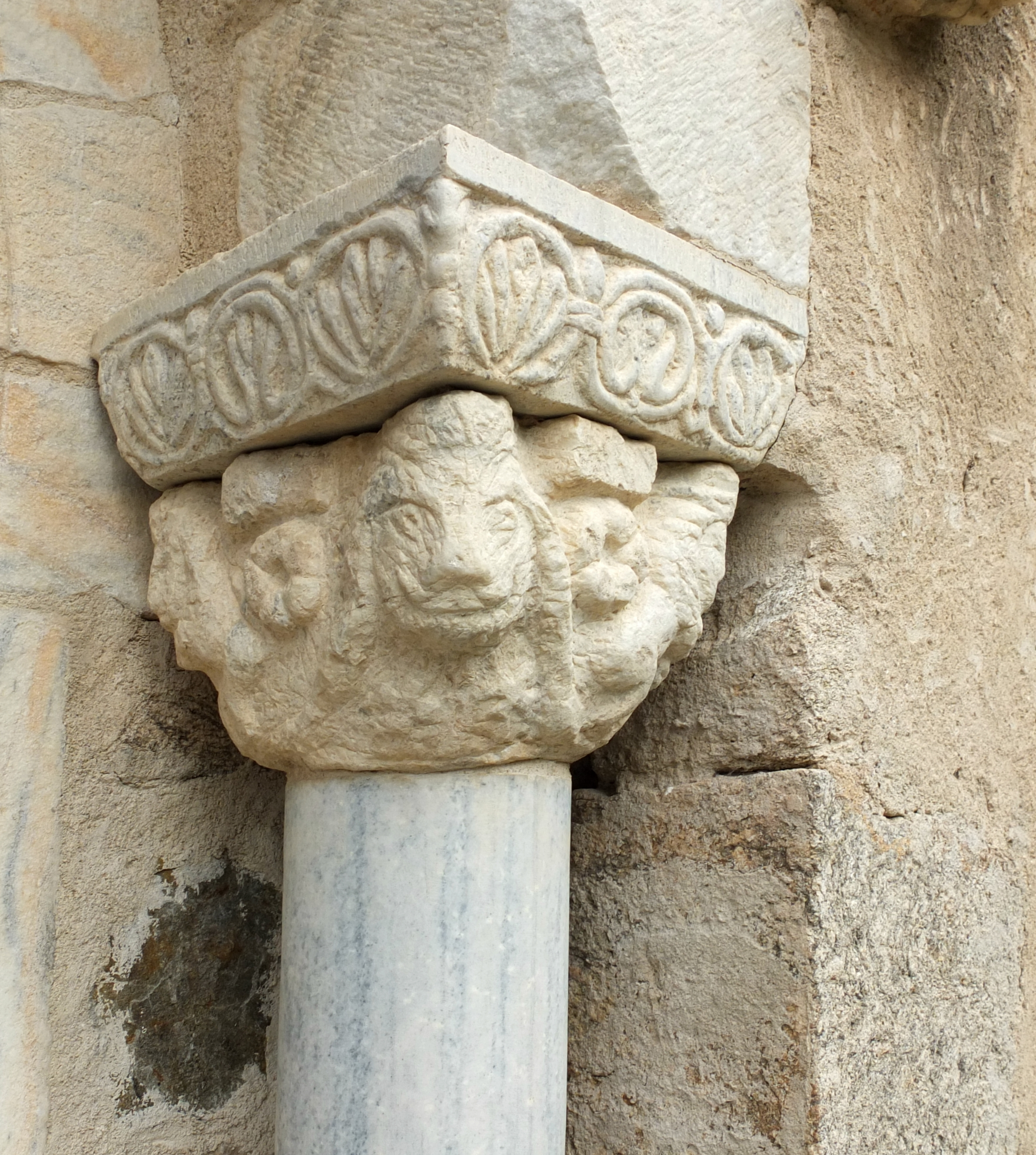

Le prieuré Notre-Dame-du-Vilar ou Sainte-Marie du Vilar est un édifice religieux situé à Villelongue-dels-Monts dans les Pyrénées-Orientales. Depuis 2005, il abrite une communauté monacale orthodoxe roumaine.

## Toponymie
Au XIe siècle, le lieu est mentionné sous le nom de Sancta Marie de Vilari. Le vilar désigne une ferme ou un hameau isolé et dépendant d'un plus gros village, dans ce cas Villelongue. Cette dernière localité étant au pied de la montagne et le hameau se trouvant dans les Albères, le hameau prend le nom de Vilar d'Albera. L'église est alors logiquement mentionnée sous le nom de Sainte-Marie du Vilar d'Albère, puis simplement Saint-Marie ou Notre-Dame du Vilar.

## Description
L'édifice est orientée vers l'est, à nef unique, transept à absidiole et abside semi-circulaire avec un plan en croix latine. La nef est couverte d'une voûte en berceau brisé. Les croisillons du transept sont couverts de voûtes en berceau plein cintre transversal.

## Histoire
Durant des fouilles en 1998, un temple romain du Ier siècle av. J.-C. est découvert, démontrant l'ancienne occupation du site.
La première mention du lieu remonte au 16 mai 1089, lorsque Na Adalaiza et son fils le clerc Arnau donnent un mas qu'ils possèdent à Saint-Jean-d'Albère au prieuré augustin de Sainte-Marie de Lladó, sous réserve que les revenus de ce mas aillent à l'église Sainte-Marie du Vilar. Une nouvelle église est construite au début du XIIe siècle et consacrée en 1142 par l'évêque d'Elne Udalgar Ier de Castelnou qui confirme la propriété de l'église au prieuré de Lladó tout en la plaçant dans son diocèse et donc sous son autorité. Une communauté de chanoines réguliers de saint Augustin y a fondé un monastère, dont le prévôt est aussi seigneur du hameau du Vilar. La Révolution française, en abolissant les droits féodaux, supprime les revenus du monastère. Le 30 juillet 1802, le dernier prieur, Pierre Barraca, vend alors toute la montagne du Vilar, église comprise, au sieur Armet de La Jonquera.
Le site est ensuite laissé à l'abandon et, en 1924, l'antiquaire Paul Gouvert achète le cloître du monastère, qu'il démonte et emporte en région parisienne. En 1942, l'église est décrite comme envahie par la végétation.
Le 5 novembre 1955, les fresques de l'église sont classées au titre des monuments historiques. Le propriétaire est alors M. Jean Bosch. Une tournée d'inspection des architectes des monuments historiques en 1980 constate un « état de quasi-abandon » des lieux. Afin de sauver ce qui peut l'être, le 14 novembre 1983, la chapelle, y compris les fresques romanes de l'abside fait l'objet d'un classement au titre des monuments historiques, et les ruines du bâtiment des chanoines mitoyennes de la chapelle, ainsi que les vestiges de l'enceinte sont eux inscrits aux titre des monuments historiques.
Le 9 mai 1993, l'ensemble du site est racheté par Lucette Triadou, originaire de l'Aveyron. Celle-ci lance une campagne de restauration, avec l'appui de bénévoles et suivant les conseils des services de la direction régionale des affaires culturelles (Conservation régionale des Monuments historiques). L'ancien cloître est également racheté, démonté et ramené depuis la région parisienne pour retrouver son emplacement initial. Durant le déménagement, deux chapiteaux disparaissent, qu'il faut reconstituer d'après photo.
En 2005, la propriétaire a cédé le prieuré à une communauté monacale orthodoxe roumaine qui perpétue depuis la vocation initiale du Vilar, afin de faire revivre ce monastère. Son ancien higoumène était le Père Timothée Lauran, désormais évêque de l'Espagne et du Portugal sous la juridiction de la Métropole orthodoxe roumaine d'Europe occidentale et méridionale.
Le site accueille quelques semaines l'été depuis 1994 le Festival international lyrique et médiéval du Vilar.